# Lavina
Lavina è oggi una frazione del comune di Rezzo, in provincia di Imperia. Fino al 1928, anno nel quale venne unita a Rezzo insieme a Cenova, fu comune autonomo.

## Toponimo
Lavina deriverebbe dal nome femminile latino (e in seguito anche italiano) Lavinia. In alcuni documenti la Giara di Rezzo prende il nome dal paese e viene denominata torrente Lavina.

## Geografia fisica
Il borgo di Lavina è ubicato accanto al torrente Giara di Rezzo, per la maggior parte in destra idrografica del corso d'acqua. Sulla sponda opposta del torrente si trovano le case di Borghetto. Dell'ex-comune di Lavina facevano anche territori boschivi sulle pendici dei monti che sovrastano il paese e pascoli che consentivano una discreta attività zootecnica.
La zona di Lavina è molto sensibile alle frane, che causarono gravi danni sia in passato che in anni recenti.

## Storia

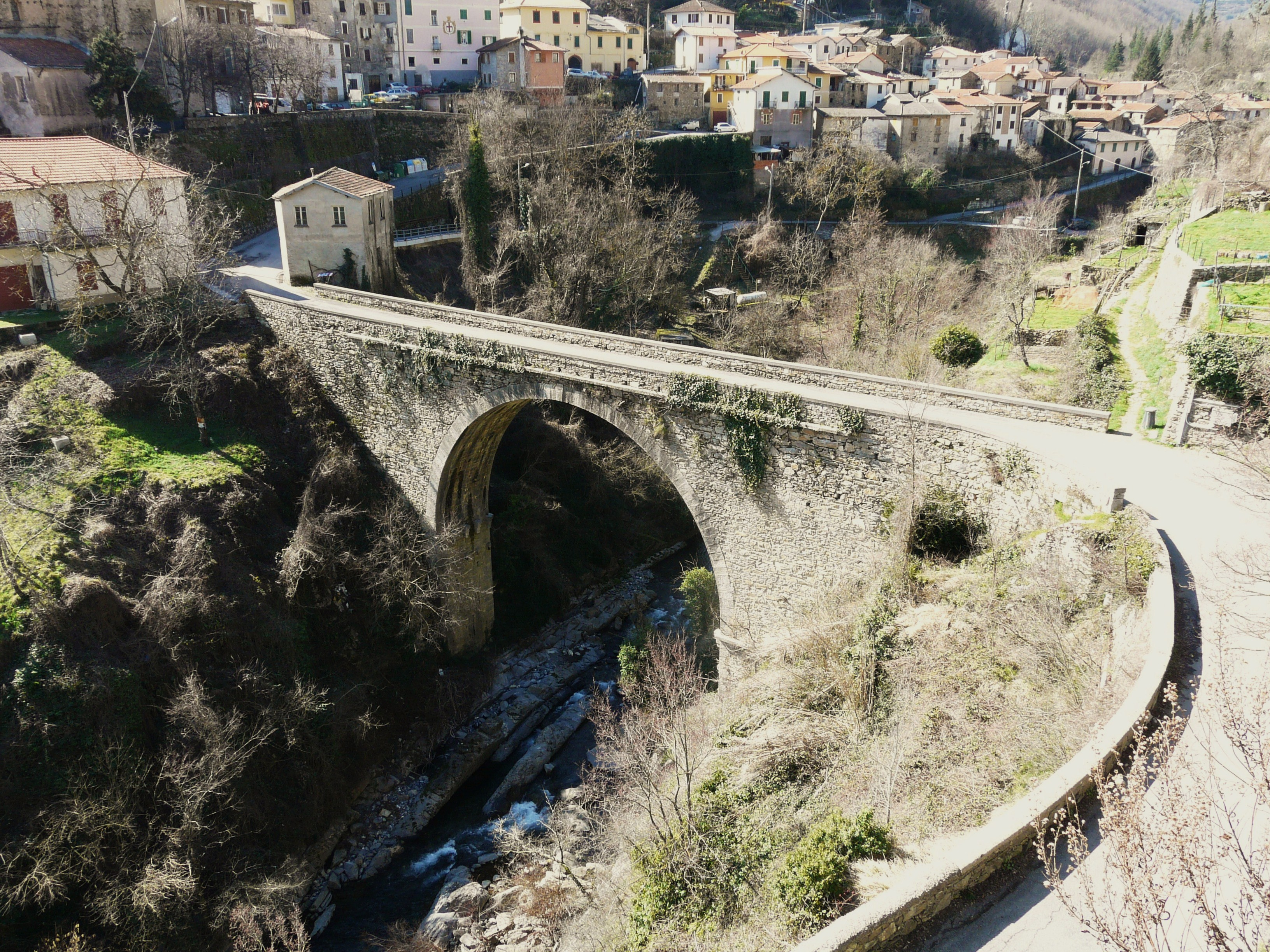
Il ponte sulla Giara di Rezzo

Il primo documento che riporta notizie sul borgo di Lavina, dove si menziona la chiesa parrocchiale di Sant'Antonio Abate, risale al 1320. Sono invece del 1357 gli "Statuti di Lavina", quando il paese faceva parte del feudo di Maro. In tali statuti venivano normate varie materie tra le quali l'uso dei pascoli e delle acque, le cariche e la magistrature comunali e vari aspetti dei passaggi di proprietà. Nel 1455 Lavina venne ceduta dai Venimiglia ai Lascaris assieme al resto della vallata, passando sotto il controllo della Contea di Tenda. In generale Lavina seguì le vicende di Rezzo e della sua valle, che venne integrata nei domini di casa Savoia. L'originaria collocazione del paese era in passato in posizione elevata rispetto fondovalle, ma il borgo dovette essere ricostruito nella posizione attuale a seguito di una frana. A cavallo tra Settecento e Ottocento, nel periodo definito da alcuni storici Regime francese, il comune di Lavina venne unito a quello di Cenova. I due paesi con la fine della presenza dell'Impero Francese in Liguria riottennero poi l'autonomia amministrativa, che conservarono fino al 1928. In quell'anno essi vennero infatti inglobati dal comune di Rezzo, così che l'intera valle della Giara fu unificata a livello amministrativo.
A Lavina nacquero tre architetti attivi in Liguria e in Piemonte a cavallo tra Seicento e Settecento.
- Giovanni Antonio Ricca il Vecchio,
- Giovanni Antonio Ricca il Giovane (1688-1748),
- Antonio Maria Ricca (1660-1725).

## Monumenti e luoghi d'interesse

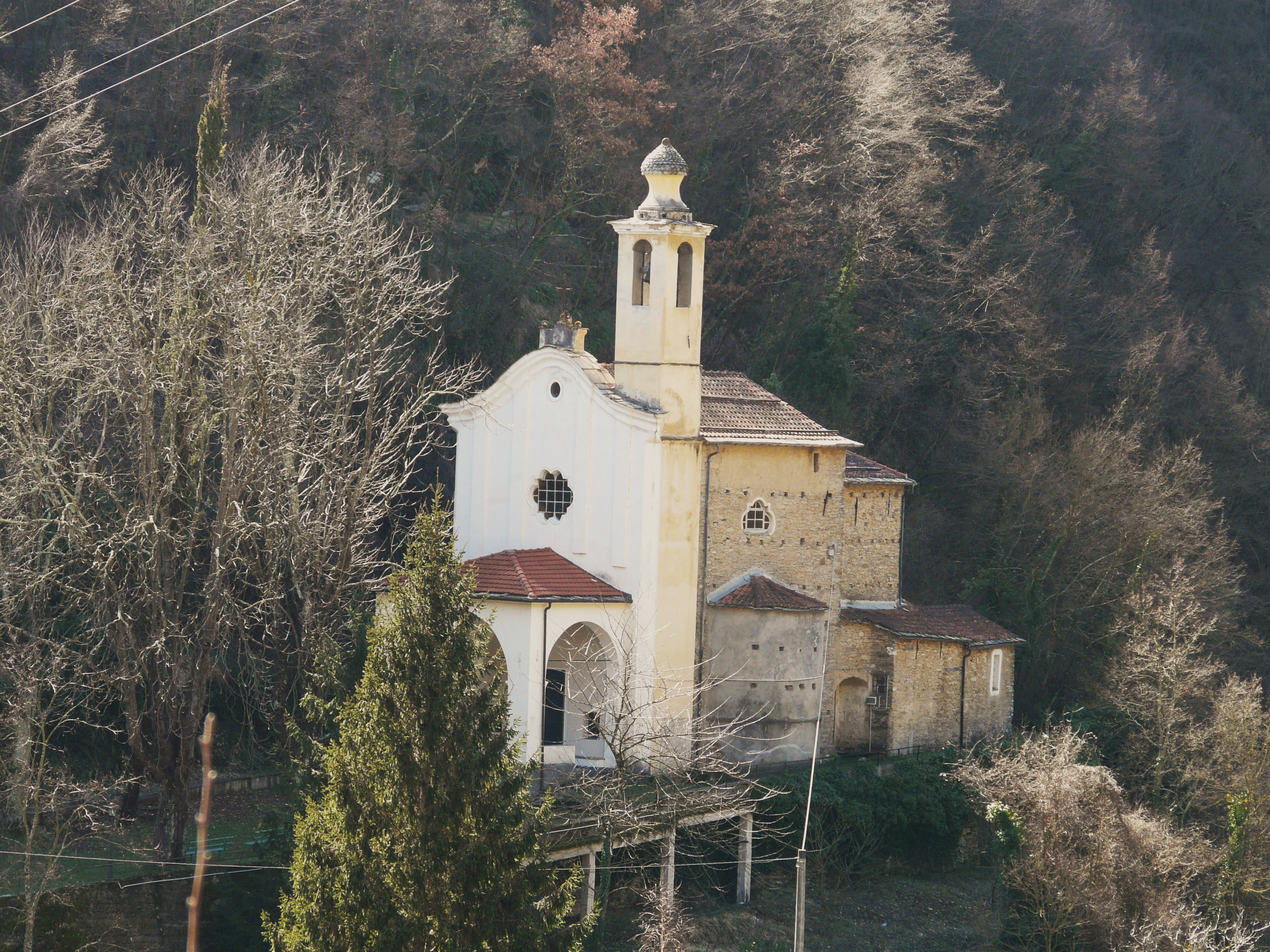
La Madonna della Neve

- Parrocchiale di Sant’Antonio Abate, costruita in forme tardo-barocche nel 1725 su un edificio del Trecento;
- santuario della Madonna della Neve;
- oratorio di San Giovanni Battista, che risale al XVI secolo ed è situato non lontano dalla parrocchiale;
- cappella di San Pantaleo, al cui interno è presente un trittico della fine del XVI secolo;
- oratorio di San Colombano;
- cappella di San Sebastiano;
- cappella di San Giuseppe;
- cappella di San Bernardo, collocata al di fuori dal centro abitato e che conserva ancora alcuni affreschi;
- ruderi della chiesetta di Santa Maria Maddalena.

Fonti: